# Dablan
Dablan (tiếng Ả Rập: دبلان) là một thị trấn của Syria nằm ở quận Mayadin, Deir ez-Zor. Theo Cục Thống kê Trung ương Syria (CBS), Dablan có dân số 6.149 trong cuộc điều tra dân số năm 2004.. Dablan đã bị Quân đội Ả Rập Syria chiếm giữ vào ngày 24 tháng 11 năm 2017.